# FIA Sportscar Championship 2003
Navigation
Édition précédente
La saison 2003 du FIA Sportscar Championship est la septième et dernière édition de cette compétition, en tenant compte qu'elle descend de l'International Sports Racing Series et de la Sports Racing World Cup. Elle se déroule du 13 avril au 21 septembre 2003. Elle comprend cinq manches de 2 Heures 30 minutes, une de 500 km ainsi que les 1 000 kilomètres de Spa.

## Calendrier
| N° | Course                                | Circuit                      | Date         |
| -- | ------------------------------------- | ---------------------------- | ------------ |
| 1  | 2 Heures et 30 Minutes d'Estoril      | Autódromo do Estoril         | 13 avril     |
| 2  | 2 Heures et 30 Minutes de Lausitz     | EuroSpeedway Lausitz         | 10 mai       |
| 3  | Gran Premio Lotteria (500 km)         | Autodromo Nazionale di Monza | 29 juin      |
| 4  | 2 Heures et 30 Minutes d'Oschersleben | Motopark Oschersleben        | 20 juillet   |
| 5  | 2 Heures et 30 Minutes de Donington   | Donington Park               | 10 août      |
| 6  | 1 000 kilomètres de Spa               | Circuit de Spa-Francorchamps | 31 août      |
| 7  | 2 Heures et 30 Minutes de Nogaro      | Circuit Paul Armagnac        | 21 septembre |

## Résultats
Les vainqueurs du classement général de chaque manche sont inscrits en caractères gras.
| N° | Course       | Équipe victorieuse SR1                     | Équipe victorieuse SR2                              |
| N° | Course       | Pilotes victorieux SR1                     | Pilotes victorieux SR2                              |
| -- | ------------ | ------------------------------------------ | --------------------------------------------------- |
| 1  | Estoril      | #16 Pescarolo Sport                        | #52 Lucchini Engineering                            |
| 1  | Estoril      | Jean-Christophe Boullion Stéphane Sarrazin | Mirko Savoldi Piergiuseppe Peroni                   |
| 2  | Lausitz      | #1 Racing for Holland                      | #52 Lucchini Engineering                            |
| 2  | Lausitz      | Jan Lammers John Bosch                     | Mirko Savoldi Piergiuseppe Peroni                   |
| 3  | Monza        | #1 Racing for Holland                      | #61 Team Jota                                       |
| 3  | Monza        | Jan Lammers John Bosch                     | John Stack Sam Hignett                              |
| 4  | Oschersleben | #5 RN Motorsport                           | #52 Lucchini Engineering                            |
| 4  | Oschersleben | Andy Wallace Hayanari Shimoda              | Mirko Savoldi Piergiuseppe Peroni                   |
| 5  | Donington    | #1 Racing for Holland                      | #52 Lucchini Engineering                            |
| 5  | Donington    | Jan Lammers John Bosch                     | Mirko Savoldi Piergiuseppe Peroni                   |
| 6  | Spa          | #25 Audi Sport Japan                       | #52 Lucchini Engineering                            |
| 6  | Spa          | Tom Kristensen Seiji Ara                   | Mirko Savoldi Piergiuseppe Peroni Filippo Francioni |
| 7  | Nogaro       | #16 Pescarolo Sport                        | #52 Team Sovereign                                  |
| 7  | Nogaro       | Franck Lagorce Soheil Ayari                | Ian Flux Mike Millard                               |

## Classement saison 2002

### Attribution des points
| Points | 10 | 8 | 6 | 5 | 4 | 3 | 2 | 1 |

Lors de la manche de Spa, des points sont également octroyés à mi-course.

### Championnat pilotes

#### Classements SR1
John Bosch et Jan Lammers remporte le championnat au volant d'une Dome S101 Judd engagée par l'équipe Racing for Holland.

#### Classements SR2
Piergiueppe Peroni et Mirko Savoldi remporte le championnat au volant d'une Lucchini SR2001 Alfa Romeo engagée par l'équipe Lucchini Engineering.

### Championnat des Équipes

#### Classement SR1
| Pos. | Équipe                    | Voiture        | Moteur                    | Mc 1 | Mc 2 | Mc 3 | Mc 4 | Mc 5 | Mc 6 | Mc 7 | Total points |
| ---- | ------------------------- | -------------- | ------------------------- | ---- | ---- | ---- | ---- | ---- | ---- | ---- | ------------ |
| 1    | Racing for Holland        | Dome S101      | Judd GV4 4.0L V10         | 6    | 10   | 10   | 8    | 10   | 10   | 8    | 62           |
| 2    | Pescarolo Sport           | Courage C60    | Peugeot A32 3.2L Turbo V6 | 10   |      |      |      |      | 14   | 10   | 34           |
| 3    | RN Motorsports            | DBA4 03S       | Zytek ZG348 3.4L V8       | 8    |      |      | 10   |      | 8    |      | 26           |
| 4    | Audi Team Goh for Belgium | Audi R8        | Audi 3.6L Turbo V8        |      |      |      |      |      | 20   |      | 20           |
| 5    | Taurus Sports Racing      | Lola B2K/10    | Judd GV4 4.0L V10         |      |      | 6    |      |      | 10   |      | 16           |
| 6    | Automotive Durango        | Durango LMP1   | Judd GV4 4.0L V10         | 5    |      |      | 5    |      |      |      | 10           |
| 7    | Klass Zwart               | Ascari KZR-1   | Judd GV4 4.0L V10         |      |      | 8    |      |      |      |      | 8            |
|      | Promec Engineering        | Promec PJ119   | Peugeot A32 3.2L Turbo V6 |      |      |      |      | 8    |      |      | 8            |
| 9    | GLV Racing                | Ferrari 333 SP | Judd GV4 4.0L V10         |      | 6    |      |      |      |      |      | 6            |
| 10   | R&M                       | R&M SR01       | Judd GV4 4.0L V10         |      |      | 5    |      |      |      |      | 5            |
| 11   | Gianfranco Trombetti      | Promec PJ119   | Peugeot A32 3.2L Turbo V6 | 4    |      |      |      |      |      |      | 4            |
|      | Earl Goddard              | Reynard 01Q    | Judd GV4 4.0L V10         |      |      | 4    |      |      |      |      | 4            |

#### Classement SR2
| Pos. | Équipe               | Voiture           | Moteur                   | Mc 1 | Mc 2 | Mc 3 | Mc 4 | Mc 5 | Mc 6 | Mc 7 | Total points |
| ---- | -------------------- | ----------------- | ------------------------ | ---- | ---- | ---- | ---- | ---- | ---- | ---- | ------------ |
| 1    | Lucchini Engineering | Lucchini SR2002   | Nissan (AER) VQL 3.0L V6 | 10   | 10   |      | 10   | 10   | 20   |      | 60           |
| 2    | PiR Competition      | Pilbeam (en) MP84 | Nissan (AER) VQL 3.0L V6 |      | 6    |      | 8    | 4    | 6    | 8    | 32           |
| 3    | GP Racing            | Lucchini SR2001   | Alfa Romeo 3.0L V6       | 8    | 8    |      |      | 8    |      |      | 24           |
| 4    | Team Jota            | Pilbeam (en) MP84 | Nissan (AER) VQL 3.0L V6 | 5    | 5    | 10   |      | 3    |      |      | 23           |
| 5    | Palmyr               | Lucchini SR2000   | Alfa Romeo 3.0L V6       |      |      |      |      | 5    | 16   |      | 21           |
| 6    | Team Sovereign       | Rapier 6          | Nissan (AER) VQL 3.0L V6 |      |      |      |      | 6    |      | 10   | 16           |
| 7    | SCI                  | Lucchini SR2000   | Alfa Romeo 3.0L V6       | 6    |      | 8    |      |      |      |      | 14           |

### Championnat des constructeurs

#### Classement SR1
Le constructeur japonais Dome remporte le championnat.

#### Classement SR2
Le constructeur italien Lucchini remporte le championnat.